# Zincolibethenita
La zincolibethnita de describió como una especie mineral distinta de la libethenita en 2005, a partir de ejemplares que se hanían encontrado mucho antes en la mina de Kabwe (conocida anteriormente como Broken Hill), en Zambia , y que se habían considerado libethenita zincífera, ya que el contenido de cobre era algo mayor que el de zinc. El nombre hace referencia a su composición química y a su relación con la libethenita.

## Química
La libethenita con un contenido elevado de zinc se había encontrado en diversos yacimientos desde 1920, pero al ser el cobre el metal dominante, se había considerado una simple variedad. Sin embargo, en la zincolibethenita los dos posiciones ocupadas por los metales no son equivalentes; una corresponde al zinc y la otra al cobre, pudiendo aparecer cobre substituyendo al zinc en su lugar, pero no zinc substituyendo al cobre en el suyo. La composición ideal es pues la de una relación Cu/Zn de 1, pero los ejemplares reales tienen siempre relaciones Cu/Zn algo mayores.

## Propiedades físicas y cristalográficas
La zincolibethenita tiene propiedades semejantes a las de la libethenita. Cristaliza, como ella, en el sistemá rómbico, grupos espacial Pnnm. Aunque la zincolibethenita puede ser de distintos tonos de verde, a veces semejante a la libethenita, en muchos casos aparece con un tono azulado claramente diferente.  

## Yacimientos
La zincolibethenita es un mineral bastante raro, que se ha encontrado hasta el momento en pocos yacimientos en el mundo. La  localidad tipo es la mina de Kabwe (conocida anteriormente como Broken Hill), en la localidad del mismo nombre, en Zambia, sonde se encuentra asociada a hopeita y a tarbuttita. En España aparece en la mina Tita, en Golpejas, Salamanca, como cristales bien formados de un color verde azulado claro, muy característico,  de tamaño relativamente grande para la especie, asociada a fluorapatito y a scholzita. También se ha encontrado en la mina Dos Adrianas, Copiapó, Chile.